# مهران فروزانفر
مهران فروزانفر (عبری:מהרן פרוזנפר) (متولد ۱۹۶۶ در ایران) یک ژنرال بازنشسته ارتش اسرائیل است که مشاور اقتصادی و مسئول بودجه در وزارت دفاع اسرائیل بود. او مدرک کارشناسی اقتصاد و کارشناسی ارشد اقتصاد را در دانشگاه تل آویو دریافت کرد.

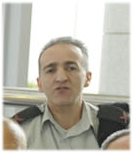
مهران فروزانفر.

## زندگینامه
او در تهران در سال ۱۹۶۶ به دنیا آمد. خانواده او در سال ۱۹۶۹ به اسرائیل مهاجرت کردند. در سال ۱۹۸۵ او مدرک کارشناسی خود را از دانشگاه تل آویو دریافت کرد و به خدمت سربازی رفت. او در زمان جنگ اول خلیج فارس در نیروهای نظامی اسرائیل بود. بعدها او به پستهای اداری رفت و در بخش بودجه وزارت دفاع بود. در سال ۲۰۰۴ او رئیس بخش بودجه وزارت دفاع شد. در سال ۲۰۰۷ او توسط گبی اشکنازی به مقام بریگادیر ژنرال ارتقاء یافت. او همچنین مسئول پایگاههای ارتش اسرائیل در نگف بود. در سال ۲۰۱۱ او از ارتش اسرائیل بازنشسته شد و رام امینواخ جایگزین او شد.
بعد از بازنشستگی او یک شرکت مشاوره تأسیس کرد. او دارای همسر و چهار فرزند است.